# Dim (album)
Dim jest czwartym albumem studyjnym japońskiego zespołu The Gazette. Był wydany 15 lipca 2009 roku w Japonii. Album zajął drugie miejsce na liście Oricon w dziennej liście przebojów i piąte miejsce w tygodniowej liście przebojów, w pierwszym tygodniu sprzedano 37 797 egzemplarzy albumu.

## Lista utworów
1. "Hakuri (jap. 剥離)" – 1:43
2. "The Invisible Wall (jap. ジ・インビジブル・ウォール)" – 4:35
3. "A Moth under the Skin (jap. ア・モス・アンダー・ザ・スキン)" – 2:57
4. "Leech (jap. リーチ)" – 4:15
5. "Nakigahara" (jap. 泣ヶ原) – 7:19
6. "Erika" (jap. エ リ カ) – 0:53
7. "Headache Man (jap. ヘッドエイク・マン)" – 3:54
8. "Guren" (jap. 紅蓮) – 5:40
9. "Shikyuu" (jap. 子宮) – 0:43
10. "13Stairs[-]1 (jap. サーティーン・ステアーズ・マイナス・ワン)" – 5:02
11. "Distress and Coma (jap. ディストレス・アンド・コーマ)" – 5:20
12. "Kanshoku (jap. 感触)" – 0:52
13. "Shiroki Yuutsu" (jap. 白き優鬱)" – 4:29
14. "In the Middle of Chaos (jap. イン・ザ・ミドル・オブ・カオス)" – 3:02
15. "Mourou" (jap. 朦朧) – 0:23
16. "Ogre (jap. オウガ)" – 3:14
17. "Dim Scene (jap. ディム・シーン)" – 5:12

DVD (tylko limitowana edycja)
1. "The Invisible Wall" PV
2. "The Other Side of [DIM] (jap. DIM ドキュメントDVD)"